# Železne vráta (737 m)
Železne vráta (737 m) – północno-zachodni skraj płaskowyżu Plešivská planina w obrębie Krasu Słowackiego. W kierunku północno-zachodnim do miejscowości Štítnik oraz zachodnim do doliny między miejscowościami Štítnik i Kunova Teplica płaskowyż opada bardzo stromym zboczem, a w wielu miejscach skalistymi urwiskami. W urwiskach tych znajduje się wylot jaskini Železne vráta. Zaznaczone jako szczyt Železne vráta znajdują się na samym, skraju płaskowyżu Plešivská planina. W istocie nie jest to szczyt, lecz północno-zachodni skraj płaskowyżu. 
Železne vráta znajdują się w granicach Parku Narodowego Kras Słowacki. Wchodzą również w skład europejskiej sieci obszarów chronionych objętych programem Natura 2000. W całości porośnięte są lasem.